# Touboro
Touboro är en ort i Kamerun.   Den ligger i regionen Norra regionen, i den nordöstra delen av landet, 600 km nordost om huvudstaden Yaoundé. Touboro ligger 515 meter över havet och antalet invånare är 23 196.
Terrängen runt Touboro är huvudsakligen platt, men åt nordväst är den kuperad. Trakten runt Touboro är mycket glesbefolkad, med 5 invånare per kvadratkilometer. Det finns inga andra samhällen i närheten. Trakten runt Touboro är huvudsakligen savann.